# 三好カントリー倶楽部
三好カントリー倶楽部（みよしカントリーくらぶ）は、愛知県みよし市黒笹町に広がるゴルフ場である。

## 概要
1955年（昭和30年）代初め、名古屋の財界で「もう一つ和合があれば」と、名門コースの建設の気運が高まっていた。県有地内に東山（愛知カンツリー倶楽部）があることでの廃止論が囁かれていたことから出たとのことである。
ゴルフ場の建設用地は、名古屋からの距離やアクセス、トヨタ自動車株式会社に近いことから、三好町笹部の共有林が持ち上がった。だが、全域が保安林であったため、低木が植わっている転石の多い丘陵地であった。1959年（昭和34年）12月25日、新たなゴルフ場の建設に向けて「株式会社中部国際ゴルフ倶楽部」が設立され、会長には株式会社松坂屋・佐々部晩穂、社長には株式会社中日新聞社・大島一郎が就任した。
コース設計は、佐々部の提案で「世界レベルのチャンピオンコース」から、英国のゴルフ事情に詳しいジョセフ・E・クレーンに依頼、工事は池田建設株式会社に決定した。1960年（昭和35年）10月11日、「三好カントリー倶楽部」を創立、理事長に大島が就任した。1961年（昭和36年）5月21日、現・西コース18ホールが完成し開場した。その後、1966年（昭和41年）10月9日、現・東コース9ホールを増設、1969年（昭和44年）、現・東コース9ホールを増設し、東コース18ホールが完成し開場された。
コースは、全体的にフェアウェイは広く松林でセパレートされ、豪快なショットが楽しめる林間コース。特に西コースは、丘陵地に造られ幅広くゆったりとした起伏が特徴で、池やバンカーが戦略ポイントともなり極めて難度も高く、プロツアーの大きな競技開催に適している風格もあるコースである。コースレートも難易度が高く日本でベスト5に入る。東コースは、西コースよりも距離的に短く起伏があり、短い距離でのバンカーなどが巧みに配置されたコースである。
ジョセフ・E・クレーンは、1892年（明治25年）、イギリス人の父と日本人の母に生まれ、日本ゴルフ史に残るゴルフ場設計家。太平洋戦争をまたぎ1980年（昭和55年）まで関西を中心に数多くの設計に携わった。設計したコースは22コースで、自然が主役で起伏を生かすことで難易度を高めた。
本倶楽部でのトーナメント開催は、1963年（昭和38年）及び翌1964年（昭和39年）の中部日本招待・全日本プロアマ選手権が最初。その後、日本オープン選手権（1965年）、日本プロ選手権（1967年）の開催を経て、1970年（昭和45年）より、男子ゴルフトーナメントの東海クラシック開催コースとして知られている。なお本倶楽部では、1993年（平成5年）まで男女同時で大会を開催（男子：西コース、女子：東コース）していた時代もあった。

## 所在地
- 〒470-0201：愛知県みよし市黒笹町三ヶ峯1271番地

## コース情報
- 開場日 - 1961年（昭和36年）5月21日
- 設計者 - ジョセフ・E・クレーン
- コース施工 - 池田建設株式会社
- 面積 - 1,750,000m2（約52.9万坪）
- コースタイプ - 林間コース
- コース - 36ホールズ、パー144、西コース7,330ヤード、東コース6,602ヤード、コーススレート 西コース75.7、東コース71.5
- グリーン - 1グリーン、ベント（ペンクロス）
- プレースタイル - 西コース 歩行ラウンド、東コース 乗用カート、全組キャディ付き
- 練習場 - 31打席 250ヤード
- 休場日 - 毎週月曜日（祝日の場合は翌日）、年末年始（12月31日、1月1日）[6][7]

## クラブ情報
- ハウス面積 - 6,396m2（1,934坪）
- ハウス設計 - 山下寿郎建築事務所（現在の株式会社山下設計）
- ハウス施工 - 池田建設株式会社[6][7]

## ギャラリー
- コース - [8]
- ハウス - [9]

## 交通アクセス

### 鉄道
- 名鉄豊田線 米野木駅よりタクシー利用、約15分。
  - 距離的には米野木駅の隣の黒笹駅のほうが近いが、徒歩でのアクセスは困難[注 2]。

### 道路
- 名古屋瀬戸道路 - 長久手ICより約6km。
- 東名高速道路 - 東名三好ICより約7km[10]。

## メジャー選手権
- いずれも、現在の西コースで開催された。
- 1965年（昭和40年） - 第30回 日本オープンゴルフ選手権競技大会[11]
- 1967年（昭和42年） - 第35回 日本プロゴルフ選手権大会[12]
- 1998年（平成10年） - 第31回 日本女子オープンゴルフ選手権競技大会[13]

## エピソード
三好カントリー倶楽部がある旧黒笹村は、尾張と三河の国境の丘陵地帯で、戦国時代は織田と松平とが攻防を繰り返した福谷城跡が残されている。また、猿投山麓の猿投窯で知られる地域で、平安時代から古窯跡が多く存在する。
コース設計したジョセフ・E・クレーンは、3兄弟の次兄で、「鳴尾ゴルフ倶楽部」に代表されるように、自然を生かした形で戦略性を求める設計が特徴である。
三好カントリー倶楽部は、1961年（昭和36年）に開場して、1963年（昭和38年）・1964年（昭和39年）に中日クラウンズ、1965年（昭和40年）に日本オープン開催と、僅か4年で名門ゴルフ場に駆け上がった。